# Nduduzo Makhathini

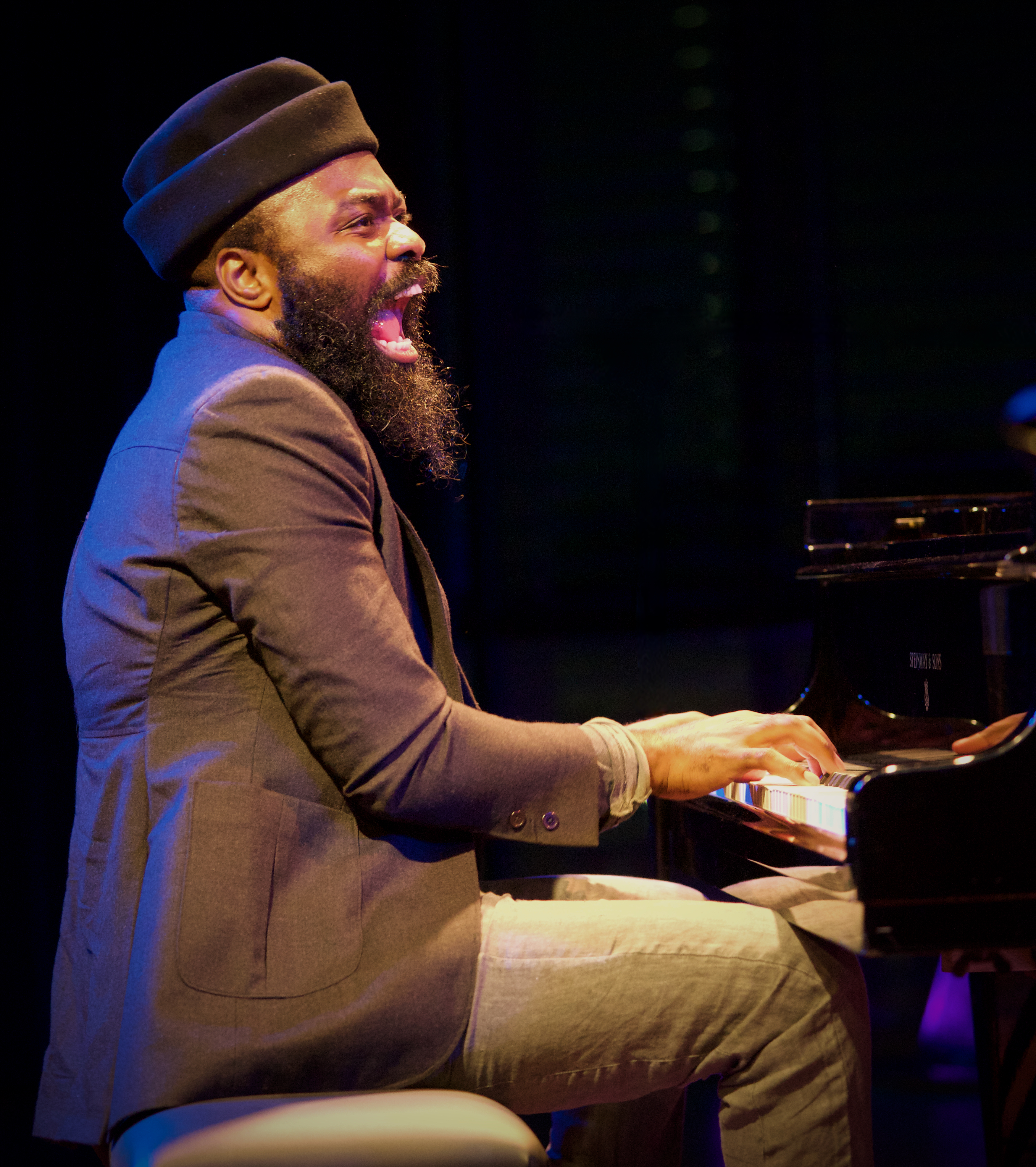
Nduduzo Makhathini, 2021

Nduduzo Makhathini (* 24. September 1982) ist ein südafrikanischer Jazzmusiker (Piano, Komposition) und Musikproduzent.

## Leben und Wirken
Makhathini wuchs in uMgungundlovu bei Pietermaritzburg in einer musikalischen Umgebung auf; seine Mutter ist Sängerin und Pianistin (sie gab ihm erste Klavierstunden), der Vater Gitarrist. Er wurde Mitglied des Schul- und des Kirchenchores. Auf der High School begann er, Jazz-Piano zu lernen. Nach der Schule ging er 2001 zum Musikstudium an das Durban Institute of Technology, wo ihn insbesondere Bheki Mseleku beeinflusste, auch im Kompositionsstil; 2005 beendete er seine Studien mit einem Diplom.
2006 trat er mit Marcus Wyatt, Herbie Tsoaeli, Morabo Molajele und Sydney Mnisi als Voice auf. Zim Ngqawana holte ihn in sein Zimology Quartet, mit dem er mehrfach in Europa und Nordamerika tourte und Alben einspielte. Ab 2009 gehörte er zudem zur Band von Carlo Mombelli. Er arbeitete auch mit Andile Yenana, Kesivan Naidoo, Sidney Mavundla, Omagugu, Feya Faku, McCoy Mrubata, Mthunzi Mvubu und Malcolm Jiyane, Xolani Sithole sowie Jonathan Crossley. Weiterhin trat er mit Adam Glasser und Concord Nkabinde auf. Mit Shabaka Hutchings spielte er in Shabaka and the Ancestors (Wisdom of Elders, 2016). Sein Album Ikhambi (2018) war das erste, das auf Universal Music South Africa veröffentlicht wurde; es wurde 2018 bei den South African Music Awards als bestes Jazz-Album ausgezeichnet. Er erhielt dann, als erster südafrikanischer Musiker, einen Vertrag bei Blue Note, wo 2020 sein Album Modes of Communication: Letters from the Underworlds veröffentlicht wurde.
Auch produzierte er Alben wie Mbuso Khozas Zilindile, Lindiwe Maxolos Time, Tumi Mogorosis Project Elo, Sisa Sopazis Images and Figures oder Thandiswa Mazwais Belede. Er ist mit der Sängerin Omagugu Makhathini verheiratet.
Seine Europa-Tournee 2021 mit eigenem Quartett mündete in einem Solo-Piano-Auftritt beim Jazzfest Berlin.

## Preise und Auszeichnungen
2015 gewann er den Standard Bank Young Artist Award als bester südafrikanischer Jazzmusiker. Im April 2016 war er als Artist in Residence im Musikerwohnhaus Basel und trat mit Schweizer Musikern im Umgidi Trio auf. Sein Album In the Spirit of Ntu erhielt ebenso wie den Preis der Deutschen Schallplattenkritik 2022 den niederländischen Edison Jazz Instrumentaal Internationaal 2023. 2025 wurde er mit dem Deutschen Jazzpreis als „Live-Act des Jahres international“ ausgezeichnet.

## Diskographische Hinweise
- Mother Tongue (Gundu 2014, mit Sakhile Simani, Mthunzi Mvubu, Linda Sikhakhane, Ariel Zamonsky, Benjamin Jeptha, Ayanda Sikade)
- Sketches of Tomorrow (Gundu 2014, mit Sakhile Simani, Mthunzi Mvubu, Jonathan Crossley, Ayanda Sikade)
- Listening to the Ground (Gundu 2015)
- Icilongo – The African Peace Suite (Gundu 2016, mit Sakhile Moleshe, Justin Bellairs, Shabaka Hutchings, Benjamin Jeptha, Ayanda Sikade)
- Nduduzo Makhathini Umgidi Trio & One Voice Vocal Ensemble: Inner Dimensions (2016, mit Fabien Iannone, Dominic Egli, sowie Lisette Spinnler, Julie Fahrer, Githe Christensen, Christa Unternährer, Ines Brodbeck, Anna Widauer, Maximilian Bischofberger, Yero Richard Nyberg)
- Ikhambi (Universal South Africa, 2018)
- Modes of Communication: Letters from the Underworlds (Blue Note, 2020, mit Linda Sikhakhane, Ndabo Zulu, Zwelakhe-Duma Bell Le Pere, Ayanda Sikade, Gontse Makhene sowie Msaki, Omagugu Makhathini und Logan Richardson; Bestenliste beim Preis der deutschen Schallplattenkritik)[8]
- In the Spirit of Ntu (Blue Note Africa, 2022, mit Stephen De Souza, Dane Paris, Jaleel Shaw, Anna Widauer, Omagugu, Gontse Makhene, Linda Sikhakhane, Robin Fassie, Dylan Tabisher; Jahrespreis Preis der deutschen Schallplattenkritik)[5]
- uNomkhubulwane (Blue Note 2024, mit Zwelakhe-Duma Bell le Pere und Francisco Mela)[9]